# Pendarus uhleri
Pendarus uhleri är en insektsart som beskrevs av Van Duzee 1892. Pendarus uhleri ingår i släktet Pendarus och familjen dvärgstritar. Inga underarter finns listade i Catalogue of Life.